# Durmstrang
Institut magije Durmstrang imaginarna je čarobnjačka škola iz serije romana o Harryju Potteru slična Hogwartsu. Moguće je da se Durmstrang nalazi u sjevernoj ili istočnoj Europi, možda u Bugarskoj, a možda u sjeverozapadnoj Rusiji (Дурмстранг) ili na obali Baltika, iako ime same škole zvuči njemački (podsjeća na frazu Sturm und Drang - njemački književni pokret). Škola je najvjerojatnije na samom sjeveru, zato što su osnovni dio školskih uniforma Durmstranga krzna, a po pričama učenika, dani su zimi veoma kratki i područje oko škole često je smrznuto. To bi isključilo Bugarsku koja ipak ima topliju klimu. Škola je osnovana prije barem 700 godina, zato što je tada počela sudjelovati u Tromagijskom turniru.
Kao i Hogwarts, Durmstrang je smješten u dvorcu. Dvorac ima samo četiri kata i vatre se pale samo u magijske svrhe. Ali zato je - kao što je Viktor Krum rekao Hermioni Granger - zemljište oko dvorca golemo.
Po mišljenju mnogih čarobnjaka, u Durmstrangu se poučavaju Mračne sile, a to je mišljenje vjerojatno uvriježeno zbog bivšeg ravnatelja, Igora Karkaroffa. Karkaroff je bio smrtonoša, ali se uspio izvući iz Azkabana tako što je Ministarstvu Magije dao mnoga imena drugih smrtonoša. On ne želi primati djecu bezjačkog podrijetla u svoju školu i za njega se govori da učenike ne poučava samo Obrani od mračnog sila, nego i samim Mračnim silama.
Tragač bugarske metlobojske reprezentacije, Viktor Krum, koji pohađa Durmstrang još je uvijek išao u školu u vrijeme Svjetskog prvenstva u metloboju 1994. Iste je godine prvak Durmstranga na Tromagijskom turniru bio upravo Viktor Krum. Na Božićni bal došao je s Hermionom Granger, što je ironično jer je ona bezjačkog podrijetla i nikad ne bi mogla pohađati njegovu školu.
Nakon događaja u Harry Potteru i Plamenom Peharu, Karkaroff je pobjegao odmah nakon što je Lord Voldemort ponovno vratio dio svoje moći. U šestoj knjizi saznajemo da su Karkaroffa ubili smrtonoše. Nije poznato tko je preuzeo mjesto ravnatelja Durmstranga i je li se ugled škole popravio ili pogoršao zbog toga.
U filmskoj verziji romana Harry Potter i Plameni Pehar svi su učenici Durmstranga mladići, što može, ali i ne mora biti točno.

## Ostalo
- Hogwarts - škola vještičarenja i čarobnjaštva
- Beauxbatons - Akademija magije